# Railbus

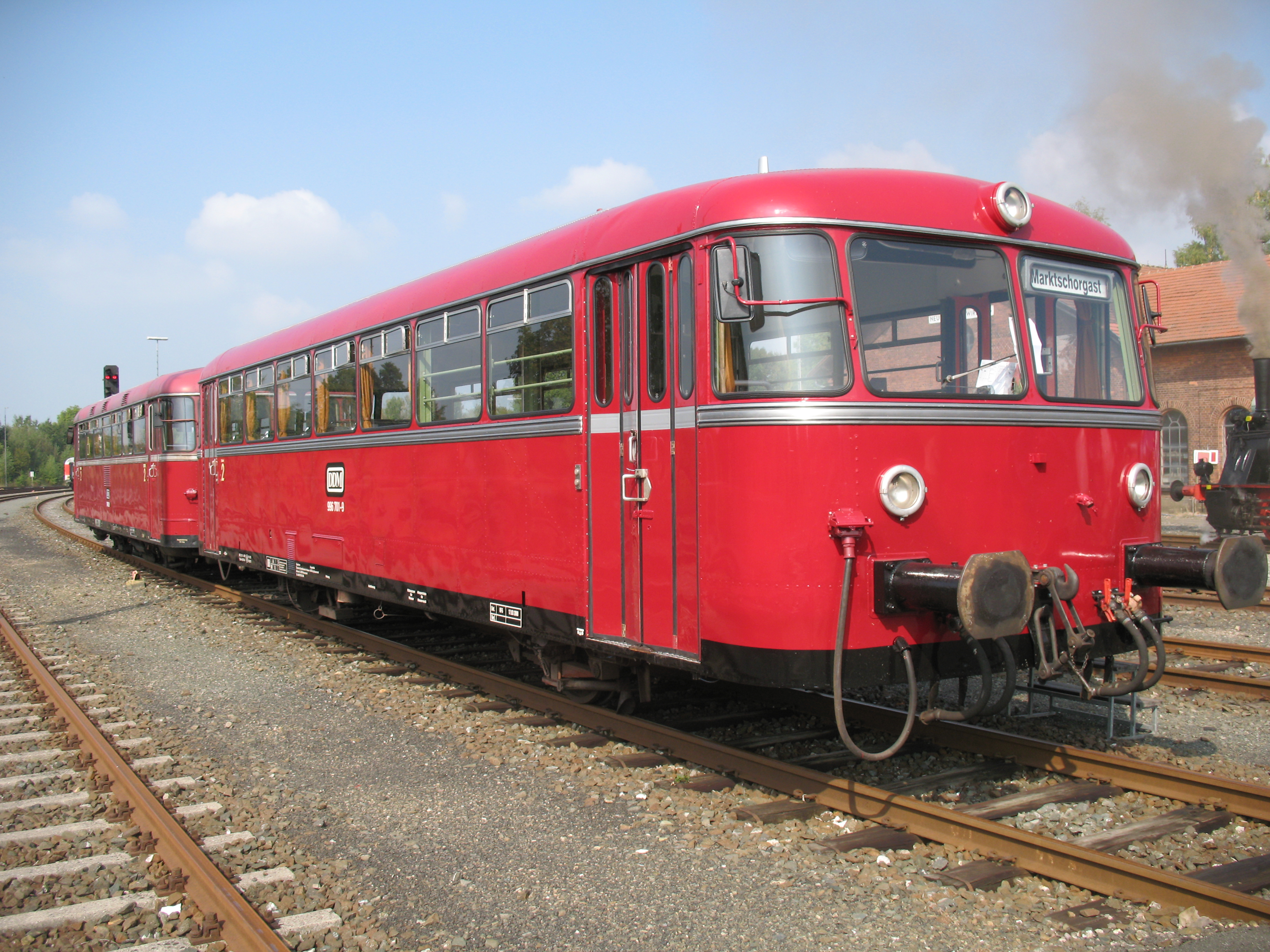
Duitse Schienenbus van het type VT98

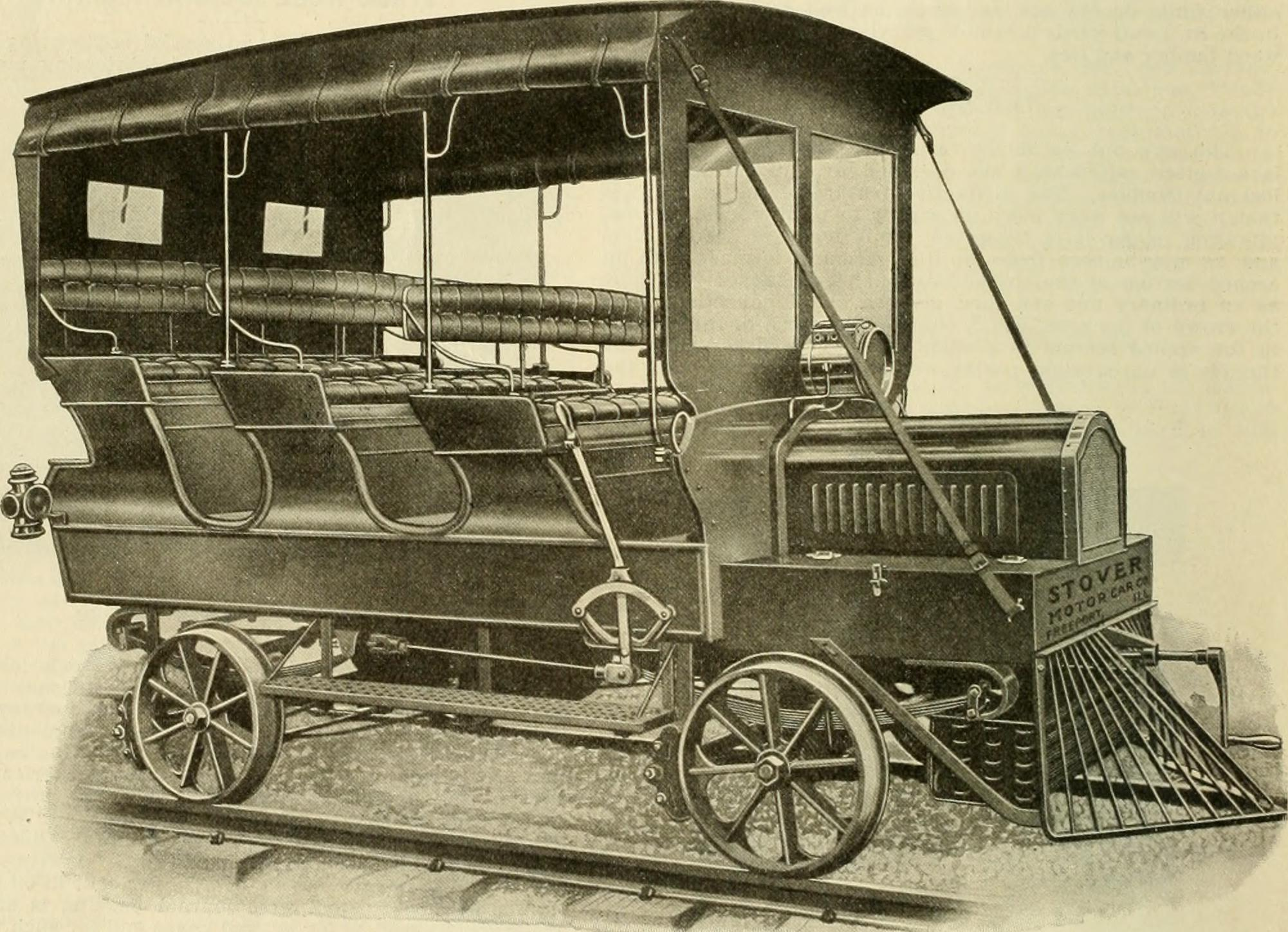
Amerikaanse railbus van Stover uit 1906

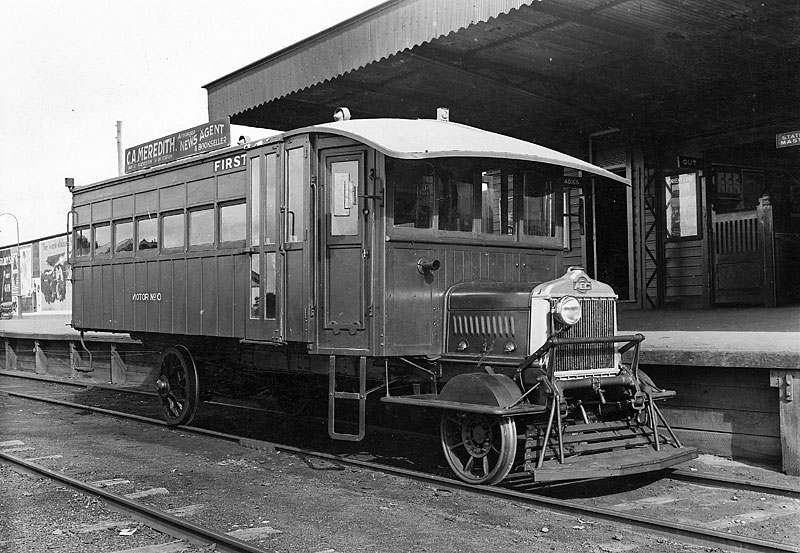
Australische railbus van AEC

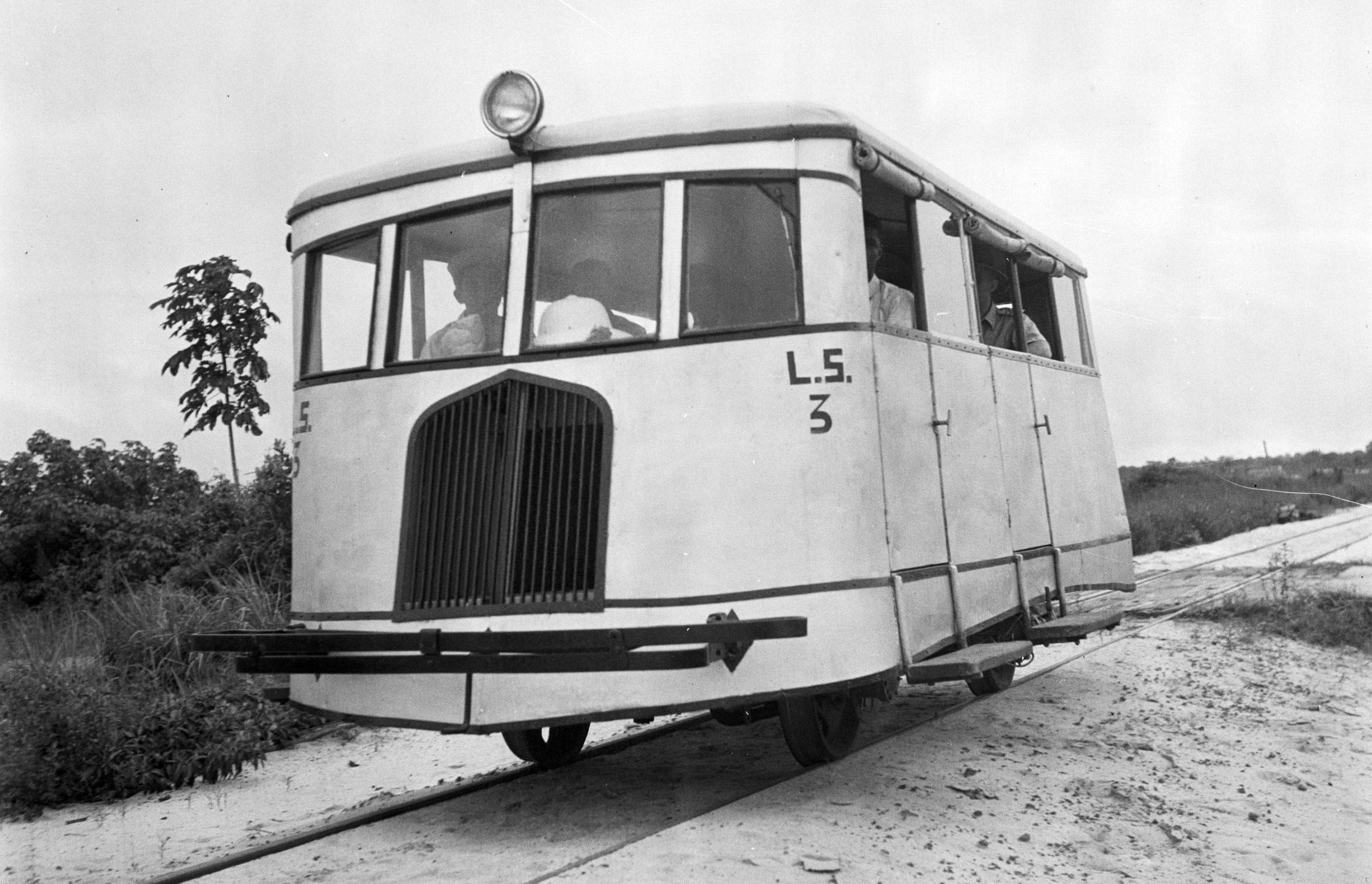
Railbus in Suriname

Een railbus (Duits: Schienenbus) is een kleine en goedkope trein voor personenvervoer. Railbussen worden ingezet op secundaire lijnen, zogenaamde zij- of buurtlijnen. Zij zijn vaak gebaseerd op structurele elementen uit de bus- en vrachtauto-industrie. Veel oude railbussen lijken ook op bussen, vandaar de naam. In verschillende landen werden en worden er simpelweg bus-carrosserieën op een treinonderstel geplaatst. De meeste railbussen hebben ook vier wielen, maar de kleinste lichtgewichttreinen (met acht wielen) worden toch onder railbussen geschaard.

## Voorbeelden
In de spoorweghistorie zijn allerlei lichte goedkope treinen ontwikkeld om rendabel vervoer te kunnen aanbieden op minder drukke baanvakken. 
- De bekendste vertegenwoordigers van deze categorie zijn de West-Duitse "Schienenbus" (DB-type VT95, VT98). Het Oost-Duitse equivalent was de "Ferkeltaxe" (DR-type VT2.09). De VT98 had een normaal stoot- en trekwerk en kon een paar personen- of goederenwagons trekken, de VT2.09 had automatische koppelingen.
- In België hebben zowel vierwielige (Serie 662) als achtwielige (Serie 553 en MW46) railbussen gereden.
- In Nederland kan men de Oliemotor rijtuigen van de NS uit de jaren 1920 en 1930 als voorbeeld nemen van een soort railbus, met name de tweeassige OmC rijtuigen van de serie 901-908 en 911-916.
- In Suriname reden tot 1987 railbussen op de Lawaspoorweg.
- In het Britse Stourbridge rijden al sinds 2009 twee exemplaren van de Parry People Mover. Deze voertuigen hebben een innovatieve aandrijving.[2] Deze vliegwiel-techniek werd echter al in 1992 toegepast door dit bedrijf.[3][4] Het protoype is in beheer bij de Severn Valley Railway.[5]
- Een bekend Frans voorbeeld is de Micheline. In 1932 waren er proefritten in Nederland; men sprak over "bijna een trambus" en "autobus-trein".[6]
- De Franse spoorwegen hebben drie projecten voor innovatieve voertuigen opgezet: een kort voertuig dat ook op de weg kan rijden en twee grotere maten railvoertuigen. De aandrijving geschied steeds door batterijen. Hierbij gaat om de ontwikkeling van korte voertuigen met een relatief laag gewicht. Zij zijn bedoeld voor regionale trajecten of trajecten die nu niet meer in gebruik zijn.[7] Het railbus-project heet Draisy en heeft 30 zitplaatsen.[8] Het lage gewicht leidt tot een aslast van minder dan 10 ton.[9]
- Sinds 2020 wordt een railbus van 13,5m lengte ontwikkelt in Aken.[10] Deze zou ingezet kunnen worden op het Duitse railnetwerk wat voor 40% nog niet geleektrificeerd is, aangezien de railbus van accus's wordt voorzien.[11]
- In Turkije rijdt een railbus op het fabrieksterrein van een landbouwconglomeraat om werknemers te vervoeren.[12] De wagen is uniek, er is geen tweede van.[13] Het exemplaar is in het VK gebouwd door Severn Lambs[14].

### Hybride
Door de jaren heen zijn er verschillende hybride concepten ontwikkeld: railbussen die op spoorstaven en op de openbare weg kunnen rijden.
- Ook op tramwegen zijn er railbussen ingezet, bijvoorbeeld bij de RTM. Dat waren vrij letterlijk railbussen, want ze konden op rails èn op de weg rijden.[15]
- In Duitsland hebben dergelijke voertuigen op spoorlijnen gereden; de Schi-stra-bus reed ook deels op de weg en deels op rails. Zij reden tussen 1953 en 1967. Één exemplaar is behouden, en heeft ook gereden op de museumspoorlijn Hoorn-Medemblik.[16][17]
- Met deze "ouderwetse" techniek wordt inmiddels weer geëxperimenteerd. Met name in Japan.[18][19]Maar de SNCF ontwikkelt ook een dergelijk voertuig. Net als vroeger wordt ook automobiel-techniek gebruikt.[20]

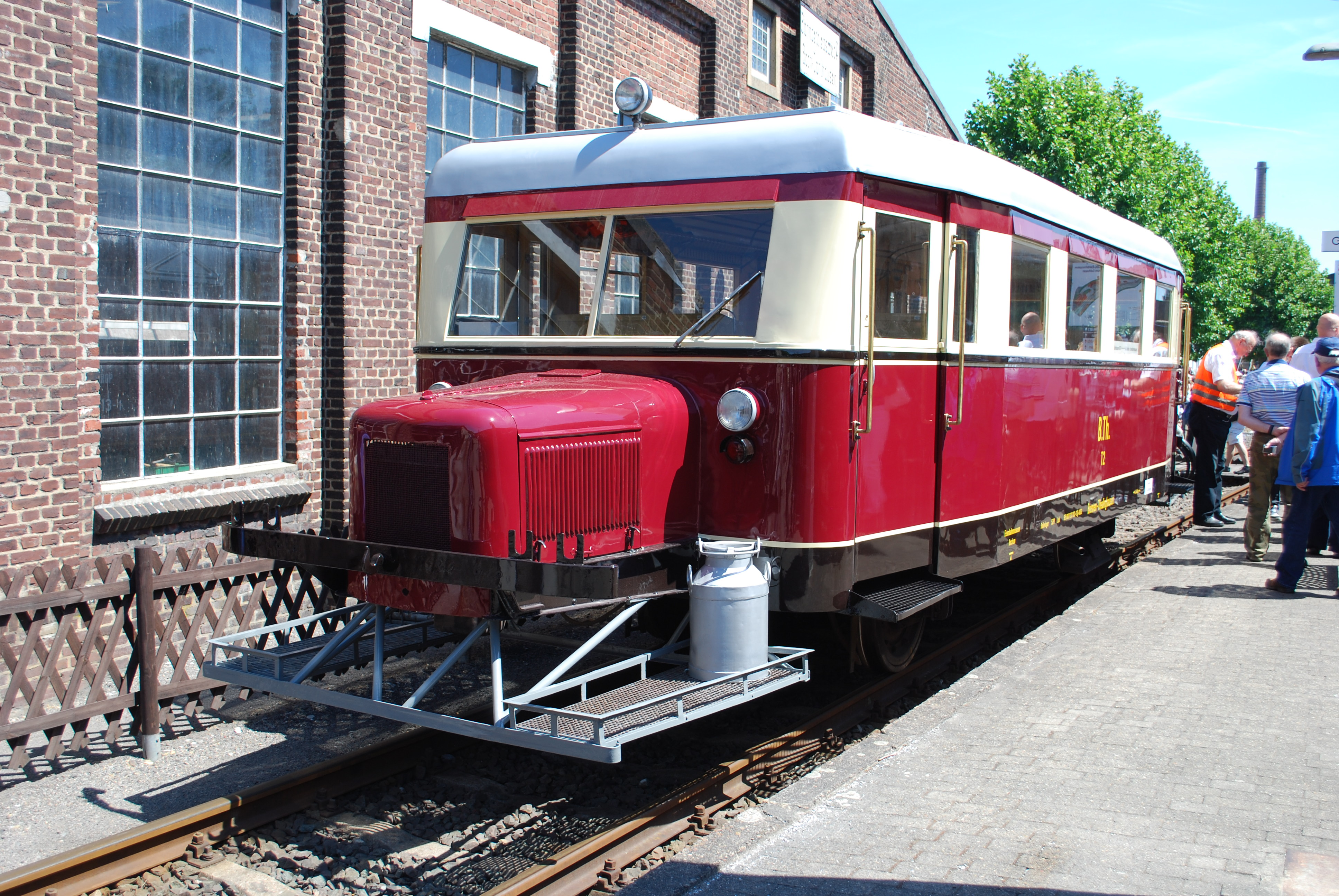
Railbus in een museum te Bochum

### Toerisme
Railbus-materieel is veel te vinden bij toeristische spoorwegen.
- In Zuid-Limburg bevinden zich railbussen type VT98 bij de Zuid-Limburgse Stoomtrein Maatschappij. Deze zijn in originele staat en rijden op het grenstraject tussen Simpelveld in Nederland en Vetschau in Duitsland.
- Na 2010 reed er een railbus van het type VT98.2 bij de Stoomtrein Goes - Borsele. In 2018 en 2022 bouwde deze organisatie twee replica's van de serie 901-908 op basis van de VT98 Schienenbus. Deze hebben de classificering OmC 909 en 910 gekregen.

## Trivia
- In Blackpool reden er ook "railbussen" op de tramlijn. In een poging goedkope moderne trams te fabriceren werden bus-carrosserieën simpelweg op tramonderstellen gezet. Ze waren geen succes en reden tussen 1985 en 2011.[21]
- In het verleden hebben er ook tractortrams gereden in diverse plaatsen. In feite een busje dat een tramrijtuig trok. Dat lijkt ook op een weg/railvoertuig, maar toch niet als in dit artikel vermeld, want de "tractor" had geen spoorwielen en moest dus gewoon op straat rijden. Als de rails naast de weg lag hield dat in dat de tractor er naast moest rijden om de tram voort te trekken.

Galerij

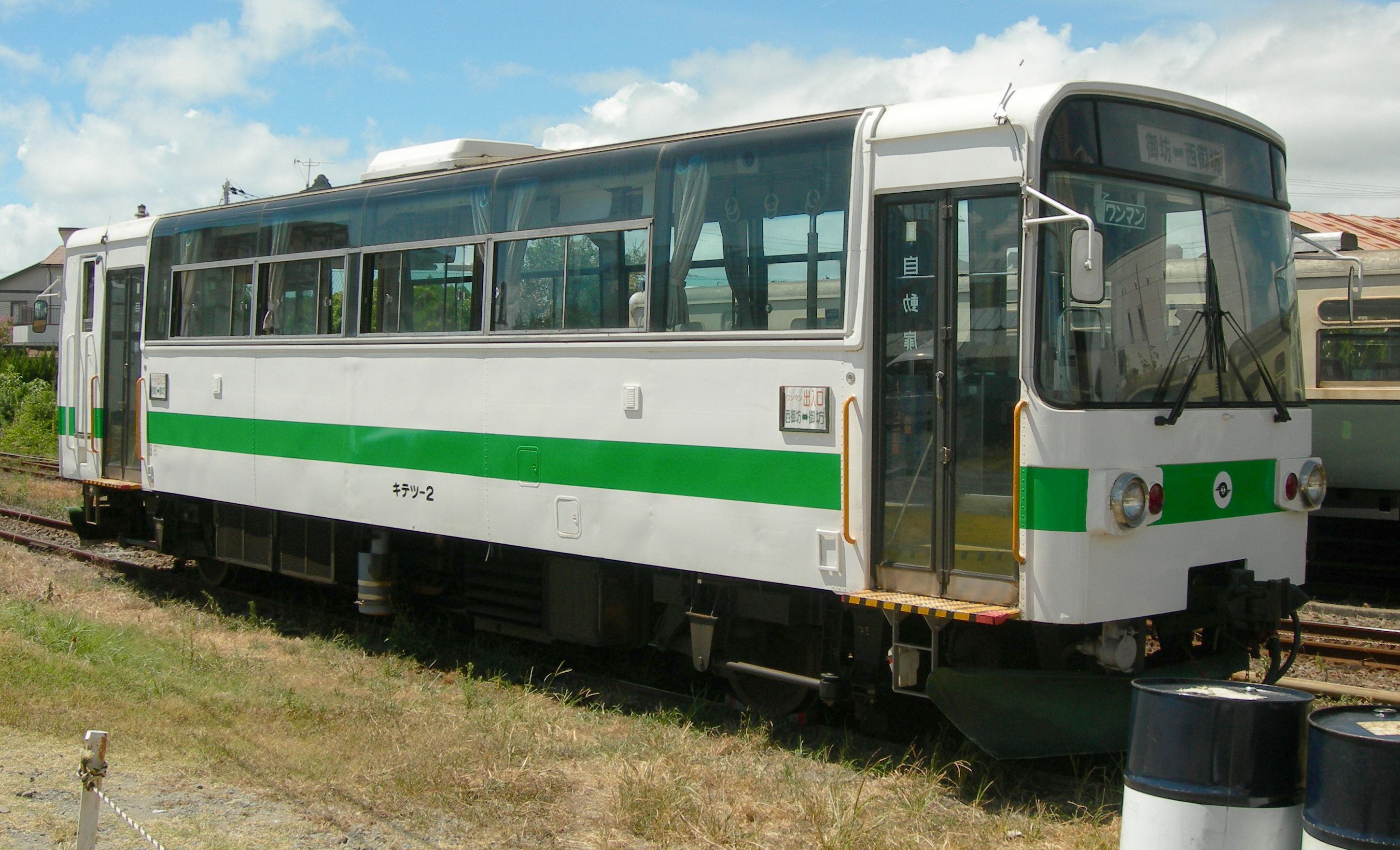
Japanse railbus uit 1985
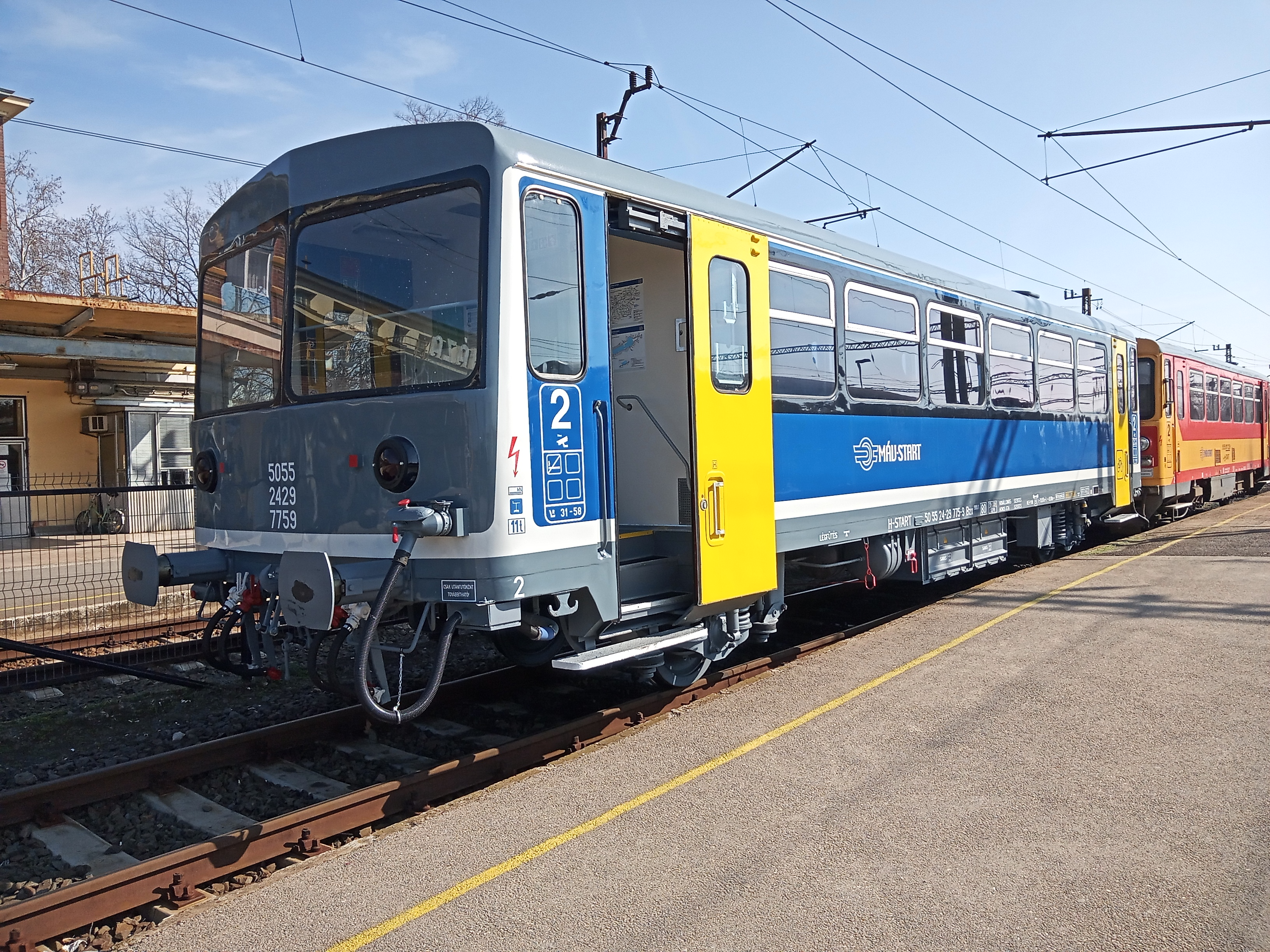
Hongaarse railbus Bzmot van Škoda
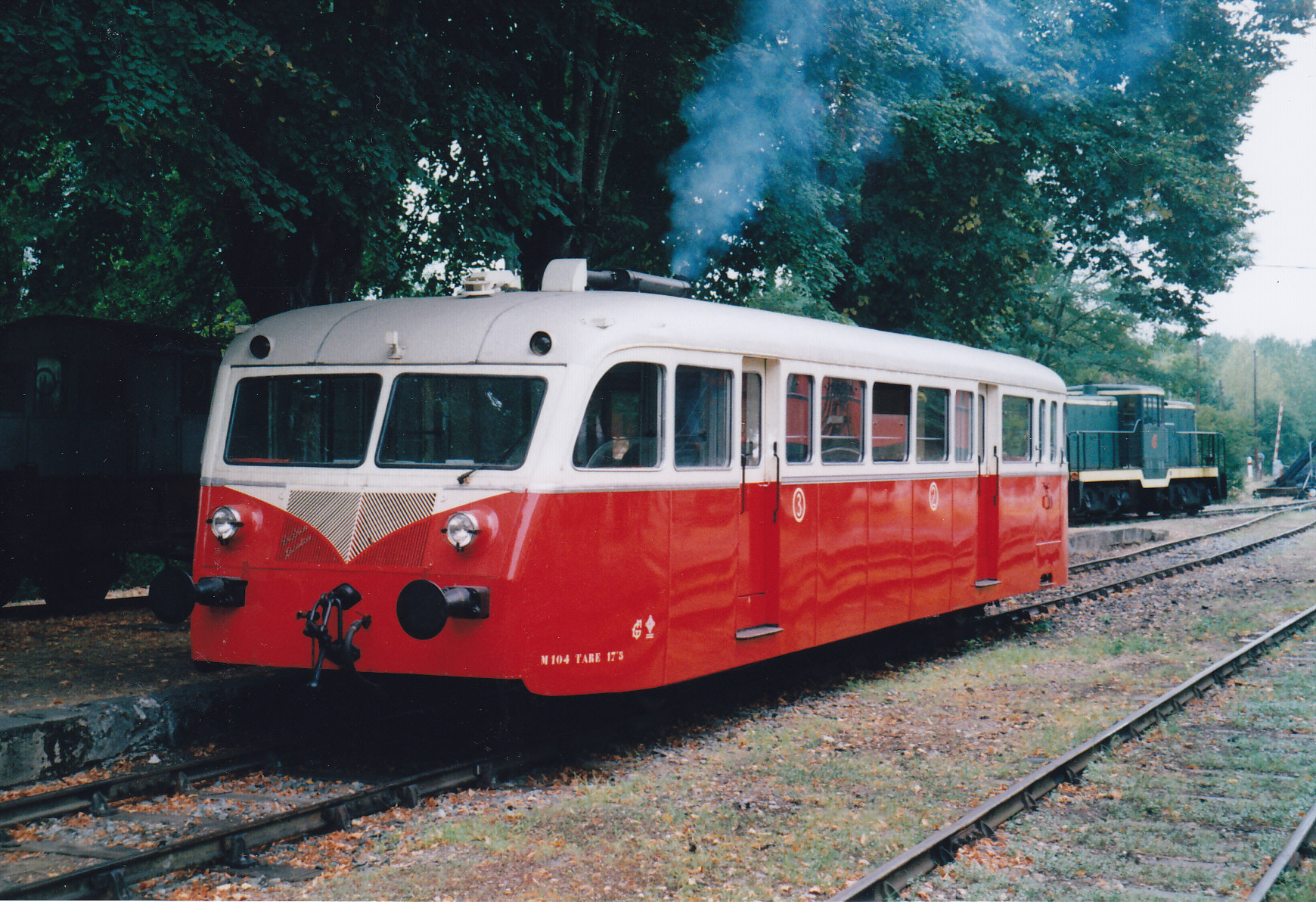
Railbus van een spoorlijn in Gironde